# Sidi Allal Lamsadder
Sidi Allal Lamsadder (franska: Sidi Allal Lamsadder (CR), Sidi Allal Lamsadder (Commune Rurale), arabiska: براشوة) är en kommun i Marocko.   Den ligger i provinsen Khémisset och regionen Rabat-Salé-Kénitra, i den norra delen av landet, 60 km öster om huvudstaden Rabat. Antalet invånare är 8 740.